# Mierlo
Mierlo is een plaats in de gemeente Geldrop-Mierlo, in de Nederlandse provincie Noord-Brabant. Per 2023 telt de plaats 11.200 inwoners.
Tot 1 januari 2004 was Mierlo een zelfstandige gemeente. De gemeente Mierlo heeft in 1968 Mierlo-Hout en in 1995  Brandevoort aan Helmond afgestaan. In 2004 fuseerde Mierlo met Geldrop tot Geldrop-Mierlo. De kern Mierlo is met ongeveer 10.000 inwoners de kleinste kern van de fusiegemeente.
De bevolking is er grotendeels katholiek.
Onder burgemeester J.J.F. Krol (1908-1994) is in 1963 een nieuw gemeentehuis tot stand gekomen. In het oude gemeentehuis is inmiddels de Heemkundekring Myerle gevestigd. Ook wordt het gebouw gebruikt voor bruiloften.
Tijdens Carnaval heet Mierlo, 'Het Kersenrijk'. Mierlo staat bekend om zijn kersen en dan met name de 'Mierlose Zwarten'.

## Ligging
Mierlo ligt tussen Geldrop en Helmond, aan de rand van het stedelijke gebied van Eindhoven en Helmond.
Nabijgelegen kerkdorpen zijn Nuenen, Lierop en Heeze.

## Etymologie
De naam Mierlo stamt uit de vroege middeleeuwen. 'Lo' betekent 'bos' en 'mier' zou verwant zijn aan 'moeras' (vergelijk het Engelse 'mire' en Zweeds 'myr'). 'Bos op hoge zandgronden' en 'bos bij een meer' zijn een aantal verklaringen.
Een andere verklaring voor 'mier' is, dat Mierlo genoemd is naar de voormalige beek Mere die in de middeleeuwen door Mierlo stroomde. Dit verklaart ook de naam van het Mierlose gehucht Medevoort (vroeger Merevoort).

## Geschiedenis

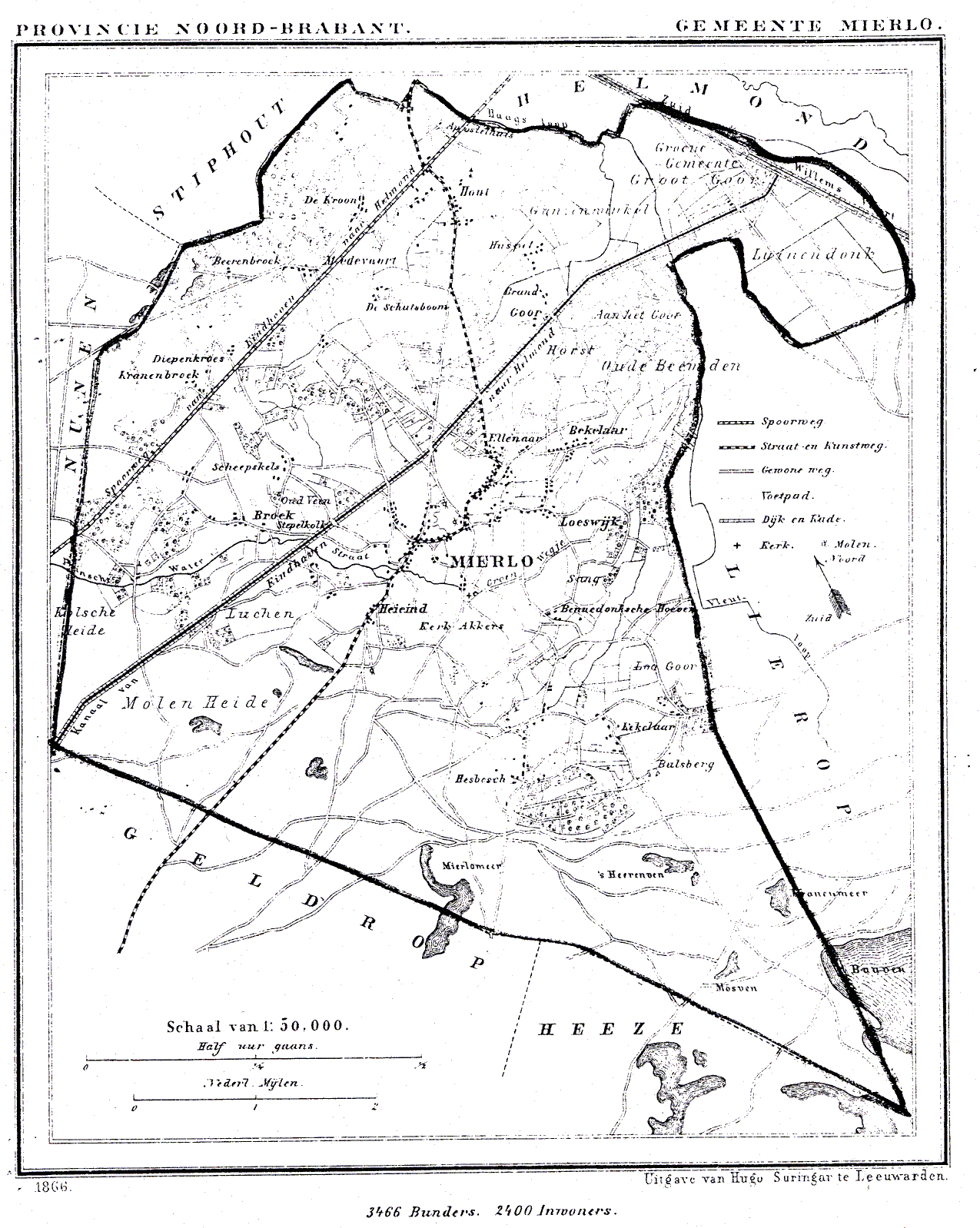
Mierlo in 1866

De oudste bewoners van de omgeving waar we iets van weten zijn de rendierjagers. In 1961 vond men op de heide tussen Mierlo en Geldrop een stuk zandsteen waarop omstreeks 9.000 jaar voor Christus een halfnaakte dansende vrouwenfiguur is gekrast die wel de 'Venus van Mierlo' wordt genoemd. Het is de oudste kunstuiting die ooit in Nederland werd gevonden.
Nederzettingen zijn bekend van de ijzertijd en de Romeinse tijd. Na de val van het Romeinse Rijk duurde het tot de 7e eeuw voor er weer een permanente nederzetting ontstond, waaruit Mierlo zou voortkomen.
Mierlo wordt als heerlijkheid voor het eerst vermeld in 1256, maar deze heerlijkheid moet ontstaan zijn omstreeks 1220. De hertogsgebieden Broek en Hout werden eind 14e eeuw bij de heerlijkheid gevoegd. Het kasteel Mierlo wordt pas in de 14e eeuw genoemd, maar er kan een voorloper hebben bestaan. In 1595 richtte de toenmalige heer van Mierlo, Erasmus van Grevenbroek, tezamen met zijn zwager de heer van Asten een heksenproces aan, waarbij minstens 15 vrouwen werden vermoord.
Uiteindelijk verviel het kasteel en het verdween omstreeks 1800 vrijwel geheel. De poort werd in 1948 gesloopt. Archeologisch onderzoek naar de fundamenten van het kasteel is nog niet uitgevoerd.
In 1263 wordt voor het eerst melding gemaakt van een kerk. Deze lag te midden van nederzettingen, maar in de onmiddellijke nabijheid van de kerk was geen bevolkingsconcentratie. De patronaatsrechten, oorspronkelijk in handen van de heer van Mierlo, werden in 1315 overgedragen aan de Abdij van Tongerlo, die ze bezat tot 1818. In 1858 werd de nieuwe kerk ingewijd.
In 1874 vestigden de Franciscanessen zich te Mierlo. Zij waren afkomstig uit Klooster Nazareth te Oirschot. De zusters bedreven tot 2004 de bejaardenzorg. Het monument Mantelzorg van Johan van Hoof uit 2005, dat zich aan de achterzijde van de kerk bevindt, herinnert daar nog aan. Uit de activiteiten van de zusters is het plaatselijke bejaardentehuis voortgekomen.
In 2004 kreeg Mierlo een dierentuin met de naam Eindhoven Zoo bij de Gulbergen. Deze dierentuin startte onder de naam Dierenrijk Europa met ijsberen tot apen uit Gibraltar en bevers die in Nederland opnieuw waren geïntroduceerd. Toen ook niet-Europese dieren, zoals olifanten en kamelen, werden geïntroduceerd, werd de naam veranderd in Dierenrijk en later Eindhoven Zoo.

## Wijken, buurschappen en gehuchten
- Bekelaar
- 't Broek
- Heidepark
- Heiderschoor
- Kerkakkers
- Loeswijk
- De Loo
- Luchen
- Neerakkers
- 't Oudven
- Oudven
- Overakker
- De Smaale
- Trimpert
- Vaarle
- Voortje

## Economie
Mierlo was vroeger een overwegend agrarische gemeente. Een specialiteit was de Mierlose Zwarte kers. In 1910 werd een grote veiling opgericht die 'De Kerseboom' heette en oorspronkelijk bedoeld was om de kersen te verhandelen. Sedert 1959 worden ook andere land- en tuinbouwproducten dan kersen op deze veiling verhandeld. Sinds 2009 is de kersenteelt in Mierlo weer nieuw leven ingeblazen door de komst van een moderne laagstam-boomgaard aan de Bekelaar. Hier zijn - naast andere rassen - ruim 700 laagstambomen met 'de Mierlose Zwarte' te vinden. Verder zijn er hier en daar in Mierlo nog wat oude hoogstambomen te vinden, o.a. aan de Eendenpoel in Mierlo. De kersenteelt leeft onder meer voort in de naam van carnavalsvereniging 'De Kersenpitten'. Zij organiseren sinds 2015 weer het traditionele Kersenoogstfeest, wat 2-jaarlijks (in de even jaren) plaatsvindt bij 'd'n Kersengaerd' aan de Bekelaar.
Ook de klompenmakerijen zijn goeddeels verleden tijd. Voorts was er, sinds de middeleeuwen, een belangrijke textielnijverheid. Deze werd eeuwenlang voornamelijk uitgeoefend door thuiswevers in dienst van ondernemers te Helmond of Eindhoven. De wevers en hun hulpen te Mierlo en andere dorpen dienden als een soort arbeidsreserve, op wie naargelang de drukte een beroep werd gedaan. In Mierlo zelf waren amper weefondernemers; de familie Van Grootel was als zodanig in de 19de eeuw actief. Met de mechanisering van het weefbedrijf in het laatste kwart van de 19e eeuw in de hoofdplaatsen, gingen veel thuiswevers over naar de fabriek; een steeds afnemend aantal, voornamelijk ouderen, bleef tot in de 20e eeuw thuis doorwerken, vaak tegen een schamel loon. Met de groei van de mechanische weverijen en een toenemend tekort aan ervaren wevers ging een aantal bedrijven begin 20e eeuw over tot de oprichting van filialen in de dorpen: te Mierlo de fa. W. Swinkels (uit Helmond) in 1908, en de fa. De Haes (uit Eindhoven), in 1916. In Mierlo-Hout was van 1916 tot 1928 een filiaal van Baekers & Raymakers' Textielfabrieken, ook uit Eindhoven. De weverij van Swinkels werd opgedoekt in 1930, bij de N.V. Katoenmij. De Haes vond in 1931-32 een uitbreiding plaats: alle weefactiviteiten werden in de Mierlose vestiging geconcentreerd, waarbij een afzonderlijke damastweverij kwam. De bloeitijd van De Haes te Mierlo lag in de jaren 50 en de jaren 60. In 1977 werd het onderdeel van het Helmondse textielconcern Gamma Holding en twee jaar later viel het doek. Op textielgebied is verder nog het uitgebreide confectieatelier van MILO te vermelden dat op de grens met Mierlo-Hout gevestigd was. Opgericht in 1950 heeft dit tot circa 1975 bestaan. Naast de textiel is tussen circa 1900 en 1940 ook nog onder meer sprake van strohulzenfabricage en een machinale riet- en kamslagerij. De boerenstand had sinds 1894 zijn eigen coöperatieve roomboter/zuivelfabriek.
Tegenwoordig is Mierlo voornamelijk een forensengemeente, hoewel de plaats ook een aantal lichte industriële bedrijven kent, bijvoorbeeld in de metaalsector. De agrarische activiteit omvat intensieve veehouderij met bijbehorende maisteelt, en tuinbouw.

### Winkelen
Winkels bevinden zich onder andere in de Dorpsstraat en Margrietstraat. De koopavond is op vrijdag. De weekmarkt is op donderdag van 9:00 tot 12:30 uur op het Molenplein.

## Bezienswaardigheden

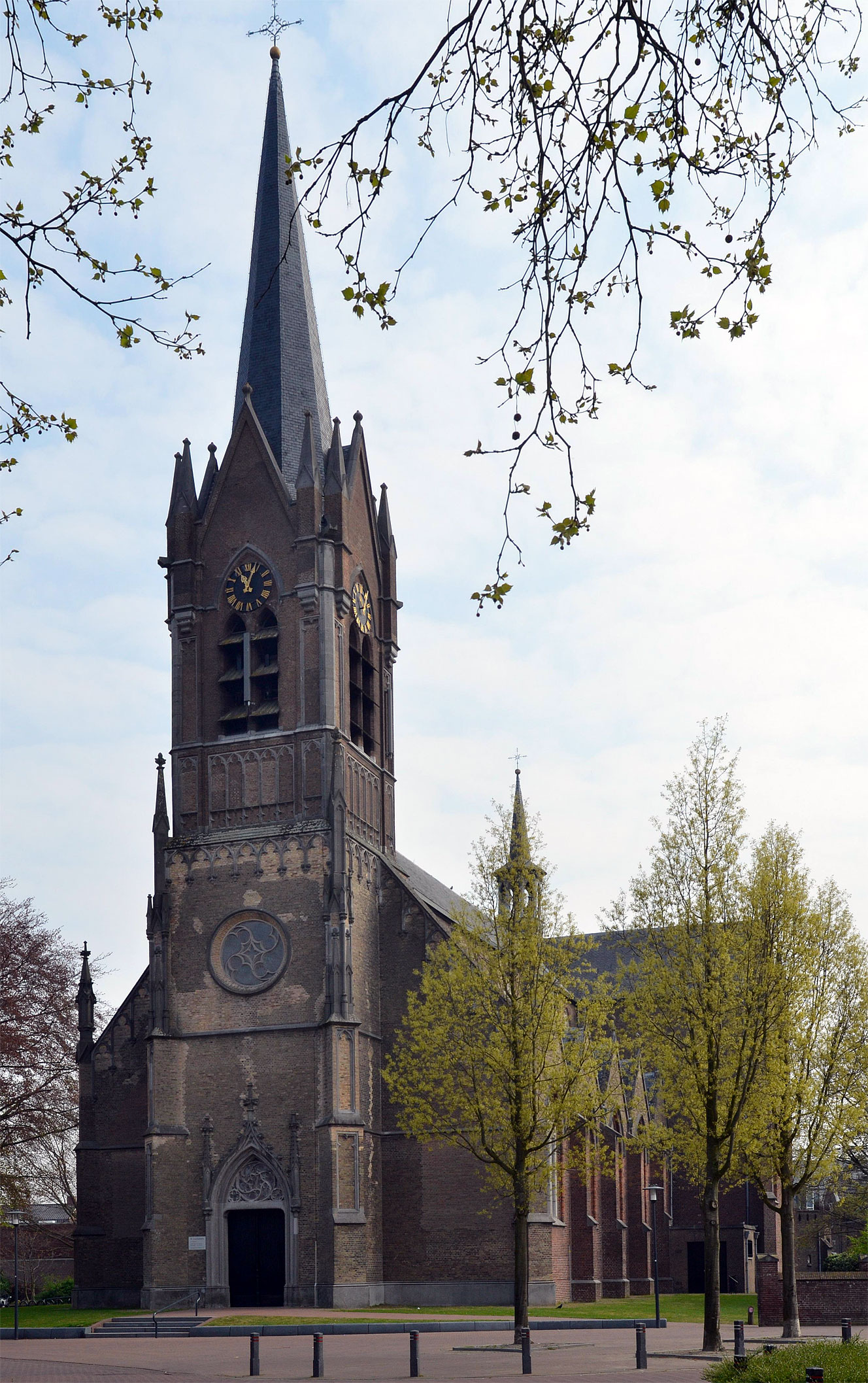
Heilige Luciakerk

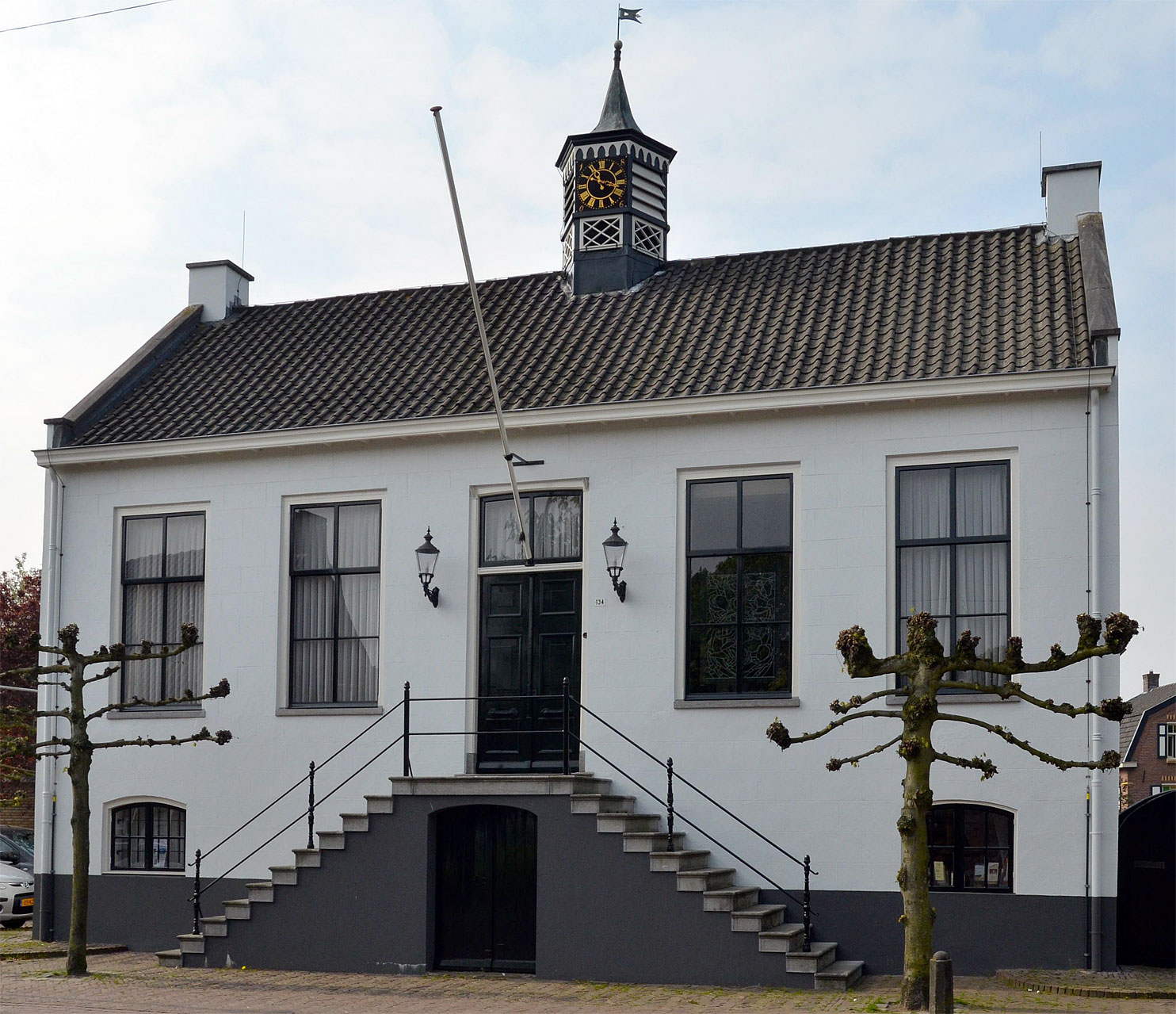
Oude Raadhuis

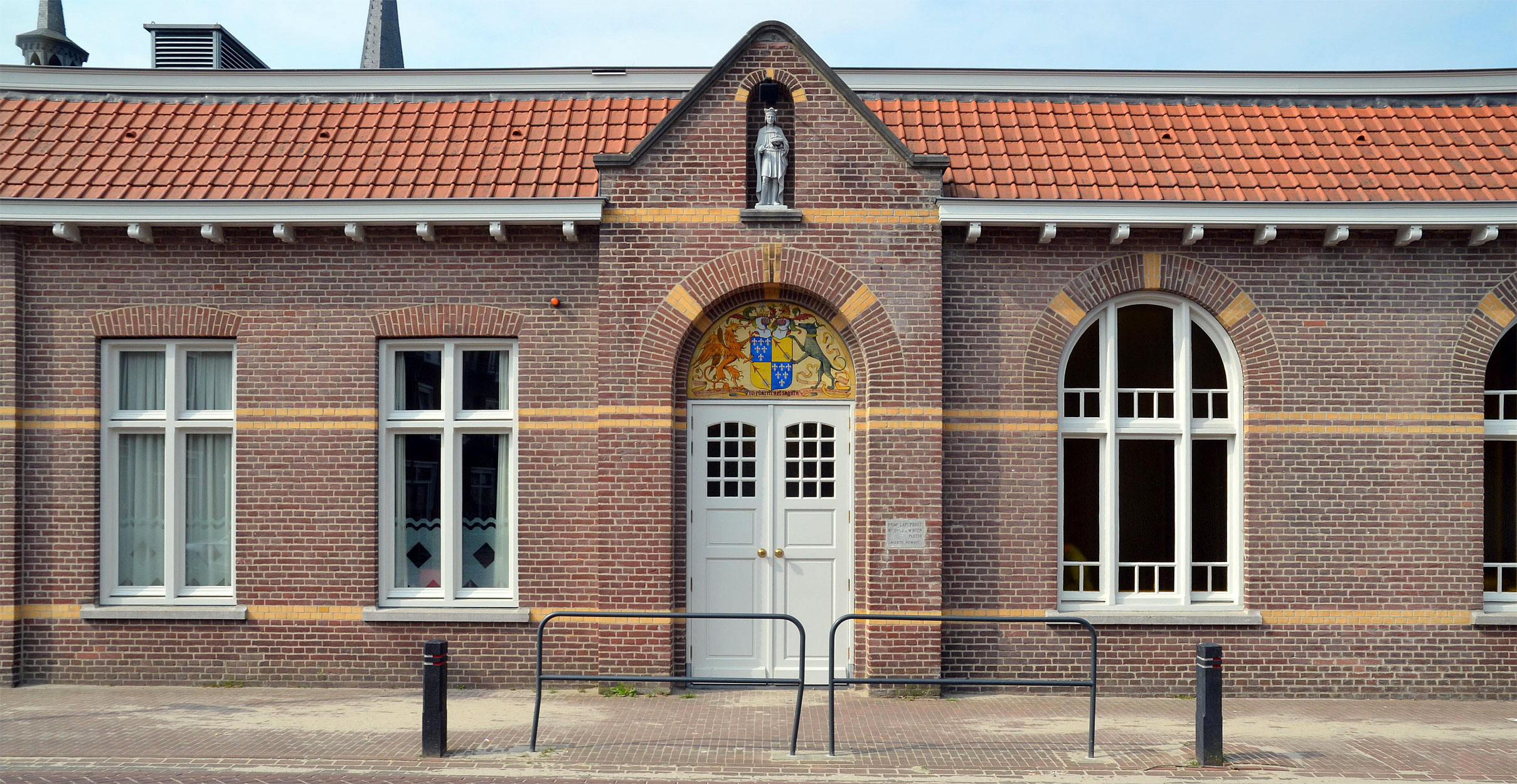
Patronaatsgebouw

- Oude Raadhuis. Een aardig wit gebouwtje, met torentje en bordes, uit 1806. Het werd gebruikt als raadhuis tot 1963 en het werd gerestaureerd in 1990. Sindsdien is de Heemkundekring erin gehuisvest, terwijl het gebouwtje ook als trouwzaal dienst doet.
- Standerdmolen. Deze stond sedert 1640 op de Molenheide en was eigendom van de heren van Mierlo. Later kwam hij in particulier bezit en hij werd in 1860 naar het dorp verplaatst. In 1956 werd de molen eigendom van de gemeente en is hij gerestaureerd. Het is een korenmolen.
- Elderse Molen. Dit is een stenen bovenkruier en beltmolen die gebouwd is in 1851. De molen raakte in verval maar hij werd in 1939 aangekocht door een fabrikant en in 1941 gerestaureerd. Momenteel is de molen opnieuw in verval, in 2008 zal de molen opnieuw gerestaureerd worden.
- Kasteelboerderij aan de Kasteelweg. Deze boerderij uit omstreeks 1700 behoorde oorspronkelijk bij Kasteel Mierlo. Op deze plaats stond al in 1429 een boerderij.
- Huize Karelstein. Een voormalige brouwerij die reeds in 1832 bestond. Omstreeks 1870 verbouwd tot de huidige staat.
- Heilige Luciakerk. Deze neogotische kerk is in 1859 gebouwd door H.J. van Tulder. In de toren bevinden zich fragmenten van de toren van de vroegere kerk, uit 1496. In de toren hangt een monumentale klok uit 1414. Bij de nabijgelegen pastorie staat een monumentale Robinia. In 2008 is ter ere van het 150-jarig bestaan van de kerk een boek uitgegeven waarin de geschiedenis van de kerk en de parochie wordt beschreven.
- Het Broek. Dit is een beschermd dorpsgezicht ten noordwesten van Mierlo met een aantal langgevelboerderijen die voor een deel nog de structuur van de oorspronkelijke nederzetting laten zien.
- Mariakapel uit 1951. Deze staat in een plantsoen ten oosten van Mierlo. Ze is gebouwd door de uit Indonesië terugkerende militairen.
- Brits ereveld. Deze militaire begraafplaats is een laatste rustplaats voor 665 Britse militairen die tijdens de Tweede Wereldoorlog zijn gesneuveld.
- Patronaatsgebouw uit 1914 met steun van de familie Van Scherpenzeel-Heusch, die gelieerd is aan de heren van Mierlo. Het familiewapen bevindt zich boven de ingang.
- Televisietoren uit 1956-1957. Deze 105 meter hoge toren is fraai gelegen in de bossen. Ze kan worden beschouwd als het visitekaartje van Mierlo.
- Het wapen van Mierlo wordt achter de kerk vertekend op het plein weergegeven. Een ronde cilindrische spiegel maakt er het juiste beeld van.
- Het Myerle Quartissimo is een opvallend bronzen beeld uit 2006, gemaakt door Willem van der Velden. Het bevindt zich op het plein de Molenweide nabij de standerdmolen. Dit 4,50 meter hoge beeld stelt vier muzikanten voor die op allermerkwaardigste instrumenten blazen en het roept herinneringen op aan de taferelen van Jeroen Bosch.

### Monumenten
Zie ook:
- Lijst van rijksmonumenten in Mierlo
- Lijst van gemeentelijke monumenten in Mierlo

## Musea
- Klompenmakerij. Deze kon men bezichtigen op afspraak. Tot 2007 stond deze aan de Bisschop van Mierlostraat. De fabriek is verkocht en gesloopt, op die grond zijn nieuwe huizen gebouwd.
- Vredesmuseum. Dit bevat voorwerpen uit de Eerste en Tweede Wereldoorlog.

## Natuur en landschap
- Sang en Goorkens vormen een natuurgebied in bezit van Staatsbosbeheer. Ten oosten van Mierlo loopt de Goorloop die de Overakkerse Loop en de Vleutloop in zich opneemt. De bovenloop van deze beken is een broekgebied, dat Broekkamp, Sang en Goorkens omvat. Ook de namen Kasteelse Loop en Mierlose Loop worden hier wel gebruikt. Het dal is uitgesleten in het dekzand en er heeft zich een soms meer dan een meter dik veenpakket gevormd. Het zijn van oorsprong gemeenschappelijke gronden ('groene gemeynte') die gebruikt werden om turf te steken, geriefhout te winnen, en als hooi- en weiland. Er zijn schraalgraslandjes met een bijzondere flora. Ook vindt men er veenputten. Het Sang is een bosreservaat, waar het menselijk ingrijpen zo veel mogelijk beperkt wordt.
- Molenheide. Dit is een dekzandgebied met naaldbossen.
- Strabrechtse Heide. Een der grootste nog bestaande aaneengesloten heidegebieden. Ten noorden daarvan liggen de naaldbossen van de 'Blauwe Kei'.
- Oud Ven. Een overblijfsel van een ven, nu broekbos, waar onder meer Dalkruid te vinden is.

Ten noorden van Mierlo loopt het Eindhovens Kanaal.
Ten westen van Mierlo vindt men de Luchense Wetering, die de bovenloop vormt van de Hooidonkse Beek.

## Onderwijs
Mierlo heeft drie basisschoolorganisaties, waarvan twee katholiek en een openbaar. Voor basisonderwijs zijn dat:
- Kindcentrum Puur Sang bestaande uit:
  - Locatie Lucia (aan de Haver)
  - Locatie Loeswijk (aan de Bisschop van Mierlostraat)
- Kindcentrum De Kersentuin.
- Openbare Basisschool 't Schrijverke

Voor middelbaar onderwijs is Mierlo aangewezen op Geldrop (Strabrecht College), Helmond (Carolus Borromeus College en Jan van Brabant College), en Someren (Varendonck College).

## Verkeer
Mierlo wordt grotendeels ontsloten door de voormalige provinciale weg N614, die Mierlo met Geldrop en Helmond verbindt. Ook lopen er wegen naar Lierop en Nuenen. Via Geldrop en Lierop kan men op de A67 komen. De belangrijkste route naar Eindhoven loopt via de Brandevoortse Dreef, de Neervoortse Dreef en de A270/N270.
In de buurt van Mierlo liggen de stations Helmond Brandevoort, Helmond 't Hout en Geldrop met een halfuursdienst met sprinters. Het dichtstbijzijnde intercitystation is station Helmond.
Openbaar vervoer is er per bus via lijnen 320 en 24 van Hermes van Helmond naar Eindhoven.

## Verenigingen
Enkele Mierlose verenigingen zijn:
- Sint Catharina en Sint Barbara Gilde

- Carnavalsvereniging de Kersepit
- Carnavalsvereniging de Oude Kersenplukkers
- Carnavalsvereniging de Spruwwejagers
- Carnavalsvereniging de Stillekes
- Gymnastiekvereniging Uno Animo
- Gilde sint Sebastiaan
- Heemkundekring Myerle
- Schaakvereniging Mierlo-Geldrop
- Scouting Mierlo
- Tennisvereniging MTV
- Tourclub Mierlo
- Hockeyclub Mierlo (HCM)
- Voetbalvereniging Mifano
- Volleybalvereniging DKJO
- Golfclub de Gulbergen
- C.V. De Zoete Inval
- Balletgroep Bloesem
- Toneelvereniging MAT ('t Mierlo's Amateur Toneel)
- Harmonie Sint Lucia
- Mierlose Zaalvoetbalvereniging
- Tafeltennisvereniging MTTV '72

## Voorzieningen
Enkele voorzieningen in Mierlo zijn:
- Bibliotheek (onderdeel van Bibliotheek Dommeldal)
- Bospark 't Wolfsven
- H. Luciakerk
- HUP hotel
- Sporthal De Weijer
- Sportpark De Ark
- Sportpark 't Oudven
- Verenigingsgebouw 't Patronaat
- Zorgcentrum Hof van Bethanië

## Bekende en prominente Mierlonaren
- Piet Slegers (1923-2013), beeldend kunstenaar
- Hein van den Boomen (1930-1985), beeldend kunstenaar
- Judith de Kom (1931-2024), schrijfster en dichter
- Dennis Grotenhuis (Denvis) (1971), rockzanger en tekstschrijver
- Martijn Benders (1971), dichter
- Frank Lammers (1972), acteur
- Lara Stone (1983), topmodel
- Ilja van Leerdam (1978), profvoetballer
- Stef Wijlaars (1988), profvoetballer
- Jay Idzes (2000), profvoetballer

## Partnerstad
- Dobříš (Tsjechië) tot 2010[3]